# الاشتراكية في الأرجنتين
الاشتراكية في الأرجنتين (بالإنجليزية: Socialism in Argentina)‏. اتخذت الاشتراكية العديد من الأشكال المختلفة على امتداد تاريخ الأرجنتين. تبنى العديد من زعماء البلاد إيديولوجية اشتراكية باعتبارها الإطار السياسي داخل الأرجنتين وعلى نطاق أوسع في مختلف أنحاء أميركا اللاتينية. ونتيجة لهذه الخلفية التاريخية، باتوا معروفين على المنابر الدولية بتاريخهم وقيادتهم الاشتراكية. ولقد ساهم تواؤم الأرجنتين مع الإيديولوجية الاشتراكية بالأخص خلال فترة البيرونية بزيادة هذا الشعور العالمي. رغم التاريخ الطويل للعديد من الأحزاب الاشتراكية المختلفة إلا أن الحزب الاشتراكي (الأرجنتين) هو أبرزها. وعلى الرغم من إمكانية تتبع تاريخ الاشتراكية في الأرجنتين إلى تواريخ محددة، من المهم النظر إلى الدور الذي اضطلعت به كجزء من تأثير الظاهرة الدولية كالحرب العالمية الأولى والحرب العالمية الثانية وحرب الفوكلاند. تبرز اليوم الاشتراكية في الأرجنتين ضمن الإدارات المعاصرة لنيستور كيرشنير وزوجته والرئيسة اللاحقة كريستينا فرنانديز دي كيرشنر.

## التاريخ

### التاريخ المبكر: 1840-1915
بدأ الفكر الاشتراكي المبكر مطلع القرن التاسع عشر بالمثل العليا لاستيبان إيشيفيريا الذي قاد رابطة مايو، وهي مجموعة سياسية عارضت الديكتاتور القائم آنذاك خوان مانويل دي روساس. ثم استندت مُثُل إيشيفيريا الاشتراكية إلى فكرة المساواة في الحقوق للقضاء على الفقر. كتب العديد من الأعمال المهمة للحركة، بما في ذلك «الدوغما الاشتراكية» (بالإسبانية: El Dogma Socialista)، التي أثرت بدورها على الفكر الاشتراكي في الأجيال القادمة. رغم أن عمل إيشيفيريا كان جوهريًا للحركة، إلا أن نقطة بداية الاشتراكية في الأرجنتين تُعزى لوقت لاحق بعض الشيء على أيدي معاصري إيشيفيريا.
ضم اشتعال الاشتراكية في الأرجنتين العديد من المفكرين الاشتراكيين مثل خوان ب. جوستو ونيكولاس ريبيتو. رغم وجود هذا الفكر بالفعل، بدأت الاشتراكية في الأرجنتين في تسعينيات القرن التاسع عشر مع تشكيل «الحزب الاشتراكي» عام 1896. تأسس الحزب بناءً على وجود حاجة أكبر «للبُعد الاشتراكي». لاحظ زعيم هذه المجموعة، خوان ب. جوستو، هذه الثغرة وقاد الحزب جنبًا إلى جنب مع نيكولاس ريبييتو. في عام 1904، ألفريدو بالاسيوس عضو الحزب الاشتراكي أصبح أول نائب اشتراكي في الأرجنتين.

### 1916–1930
لم تواجه الأرجنتين خلال الحرب العالمية الأولى مشاقًا كالتي واجهتها دول أمريكا اللاتينية الأخرى، ويعود ذلك جزئيًا إلى قيادة الرئيس هيبوليتو يريغوين. أنهت هذه الانتخابات المميزة فترة تولي القوى المحافظة للسلطة. بعد الحرب العالمية الأولى، كانت هناك حركة أناركية كبيرة مع وصول العديد من المهاجرين من أوروبا إلى الأرجنتين.  وشكل وصول المهاجرين حافزًا لنوع جديد من النشاط اليساري. على وجه الخصوص، كان هناك رفض للطريقة الاشتراكية السابقة التي كانت تدار بها الأرجنتين، وحركة تدعو نحو الأناركية. جلبت هذه الفترة الكثير من القلاقل والصراع حول ماهية الأيديولوجية التي من شأنها أن تؤطر أمة الأرجنتين بالشكل الأمثل. وقعت أعمال عنف كمحاولة اغتيال رئيس الولايات المتحدة هربرت هوفر عام 1928.
في عام 1922 مع بروز اليمين الأرجنتيني، لعبت أعمال مارسيلينو مينينديز دورًا مهمًا في التأثير على فلسفة اليمين وأفكارهم. وفي هذا العام أيضًا، ألقي الخطاب الشهير بعنوان «وقت السيف» على مسامع الدكتاتور المستقبلي أغوستين بيدرو خوستو. تمثل المنطلق الرئيسي للخطاب بالدعوة إلى الانقلاب والاستعاضة عن النظام السياسي بالدكتاتورية العسكرية.